# Lampadario a ruota

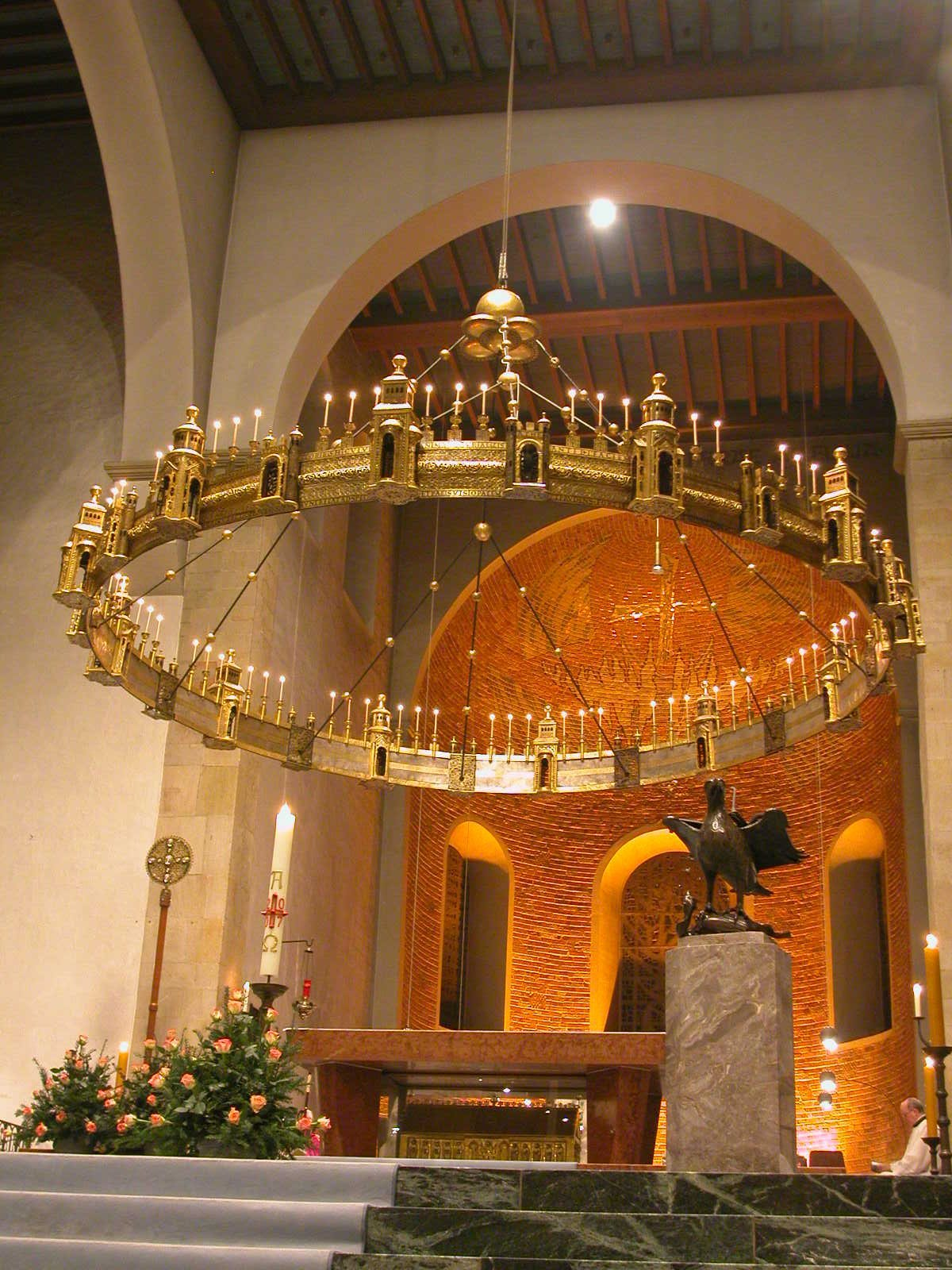
Lampadario Hezilo nella cattedrale di Hildesheim

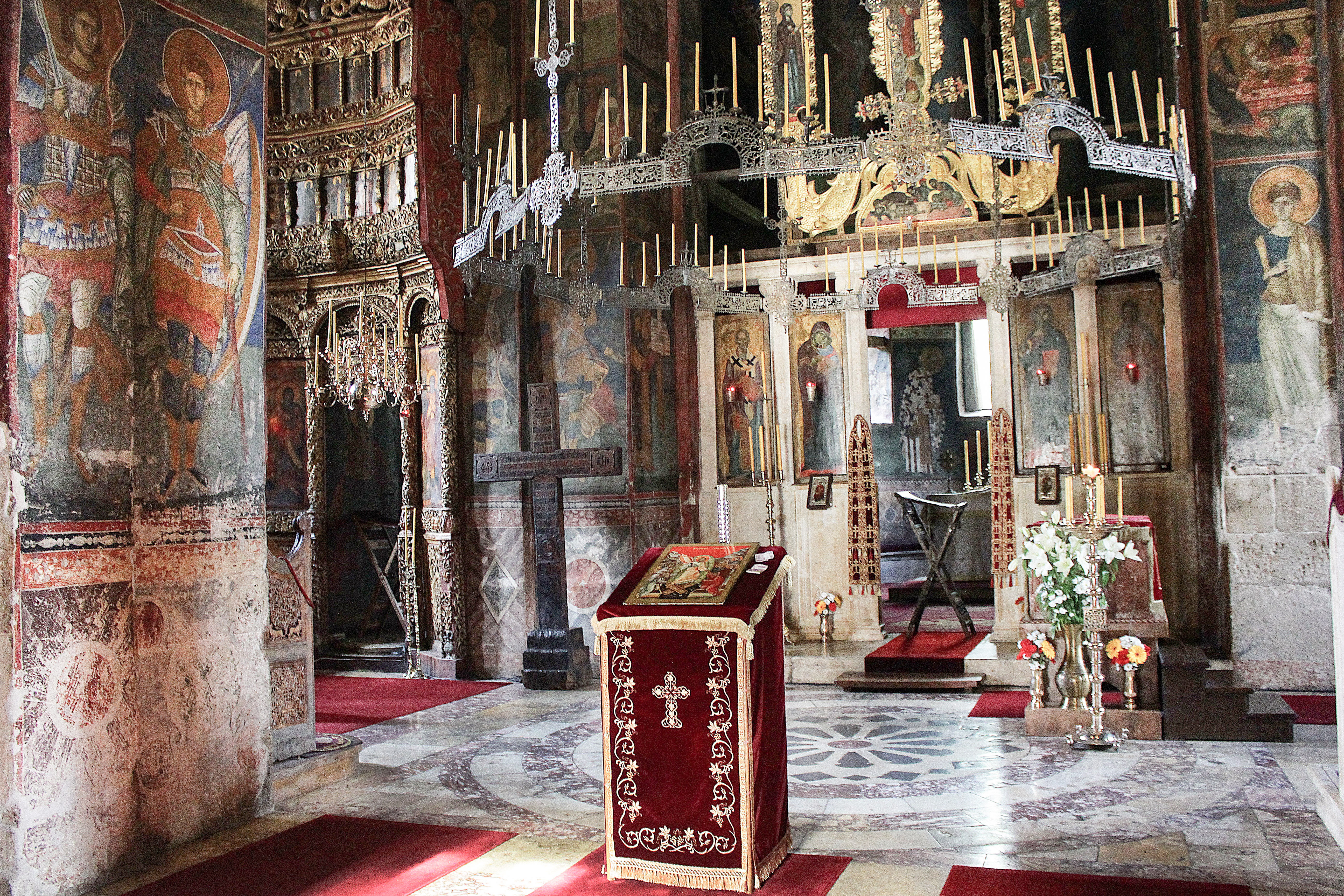
Coro della chiesa di Visoki Dečani, con lampadario del 1350 circa

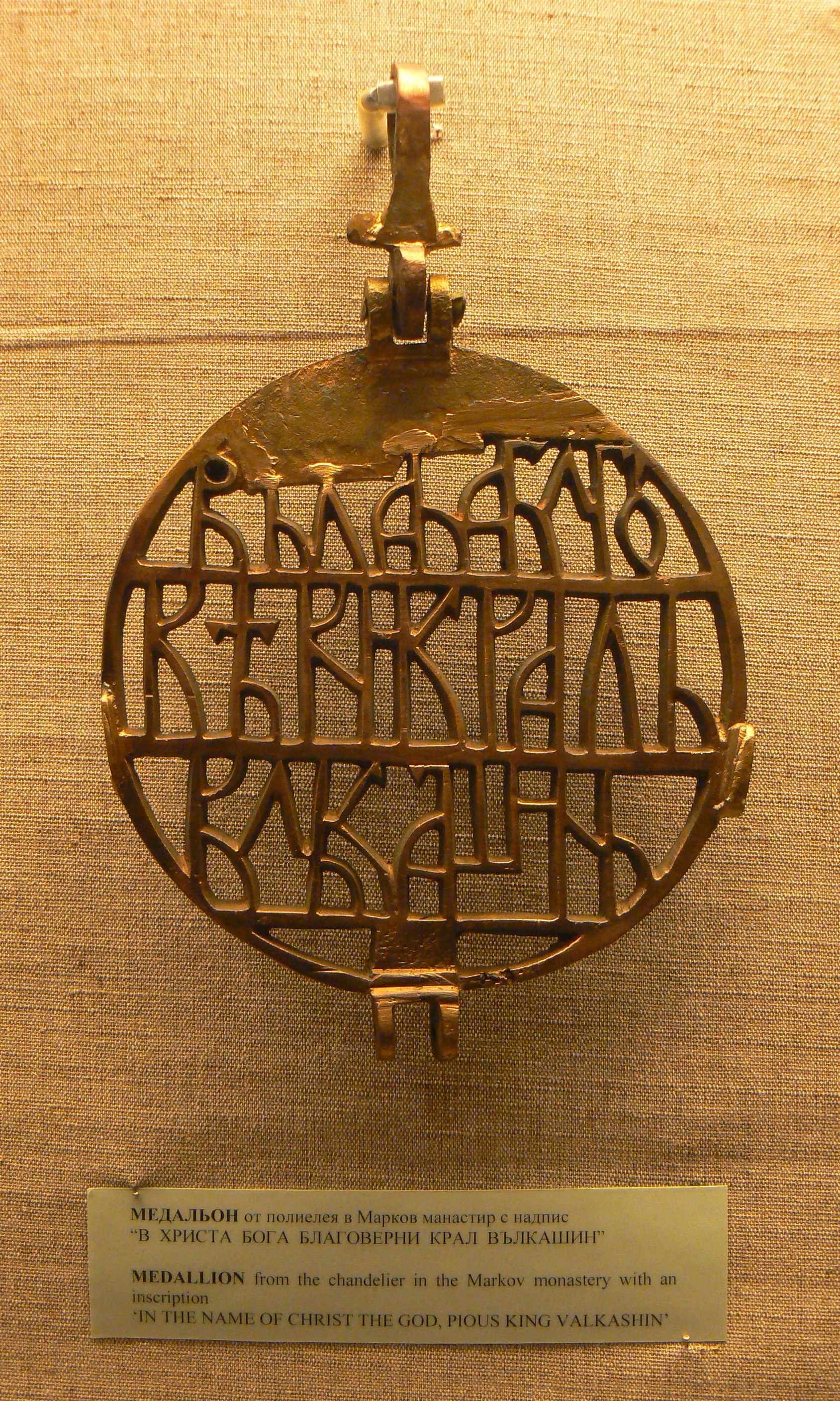
Medaglione in bronzo con iscrizione dal lampadario del monastero di Markov. Iscrizione in slavo ecclesiastico del re serbo Vukašin Mrnjavčević, prima del 1371

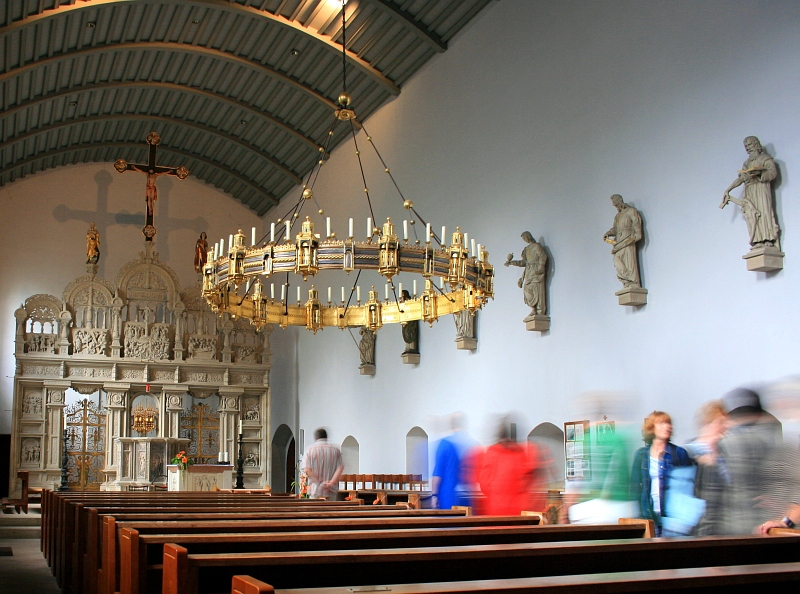
Lampadario Azelin nella chiesa di Sant'Antonio a Hildesheim (2008)

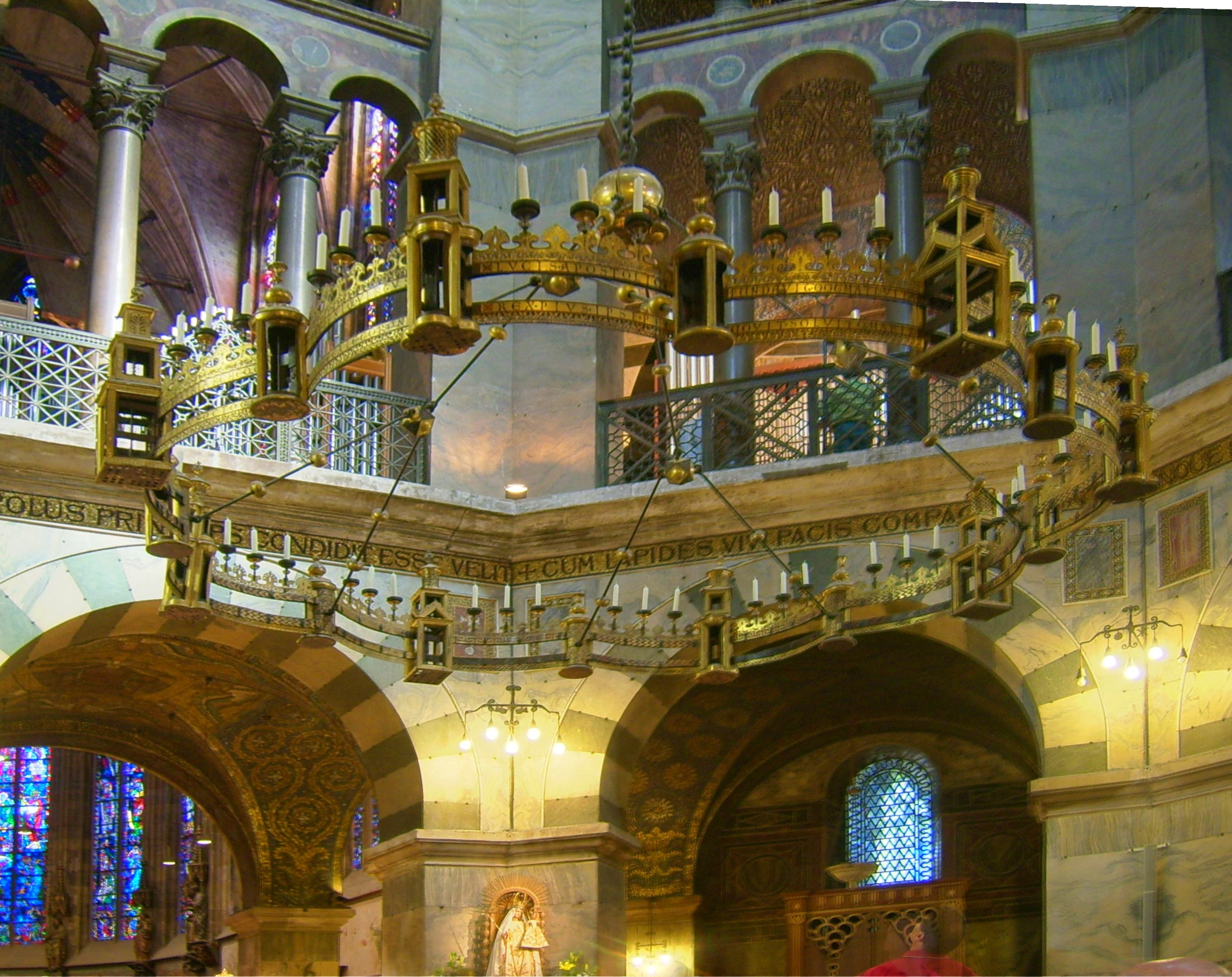
Lampadario Barbarossa nella cattedrale di Aquisgrana

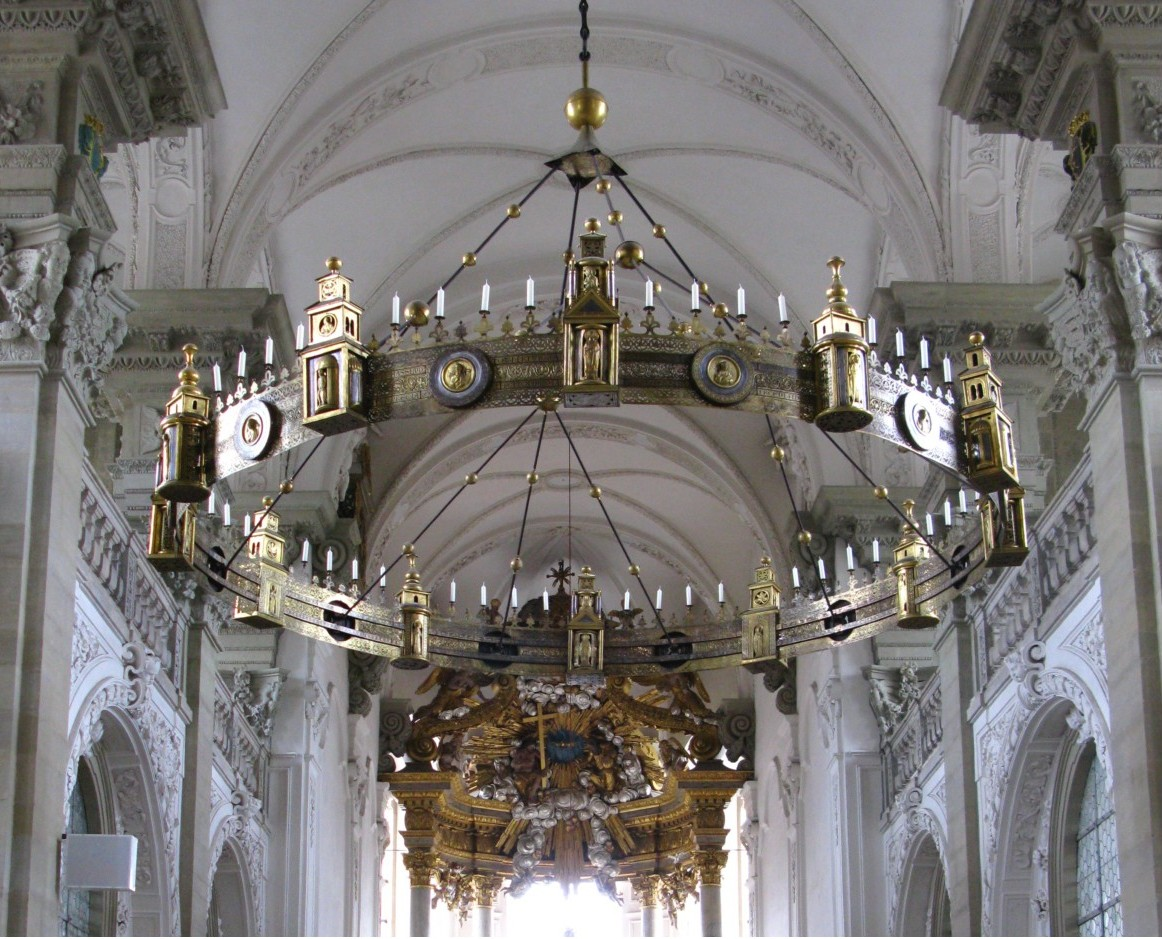
Lampadario Hartwig a Comburg

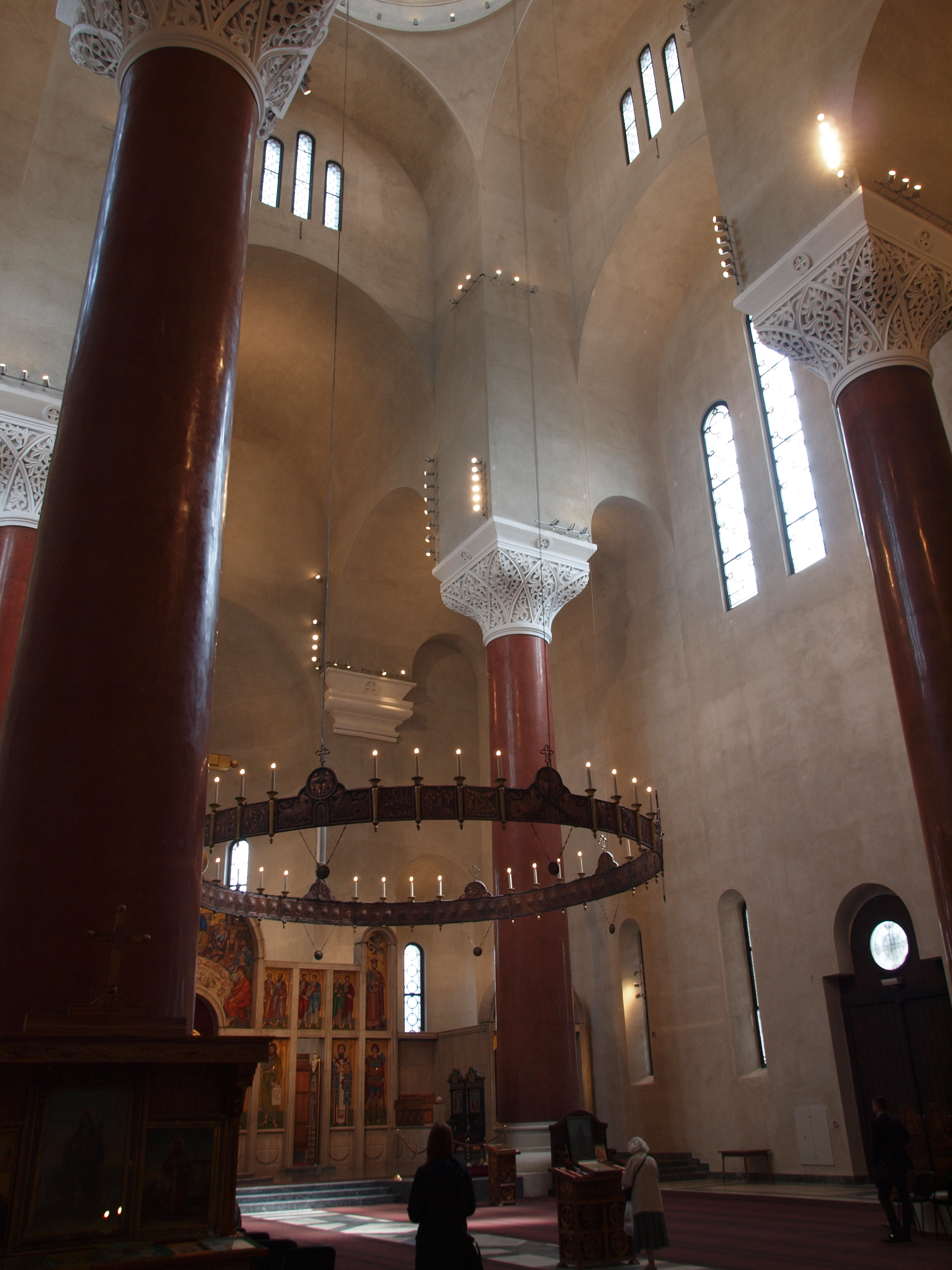
Coro e lampadario moderni nella chiesa di San Marco a Belgrado, 1969

Un lampadario a ruota è un tipo di lampadario tipico del periodo romanico, realizzato a forma di ruota e generalmente appeso sul soffitto del coro delle chiese a simboleggiare la Gerusalemme celeste. Gli esemplari oggi conservati sono rari, oppure conservati solo per frammenti. I più noti e raffigurati sono i quattro lampadari a ruota tedeschi, che sono anche tra i più antichi sopravvissuti.

## Origine, diffusione e simbologia
I lampadari a ruota (in tedesco Radleuchter) furono realizzati per illuminare le grandi chiese, ma avevano anche un valore simbolico. I candelabri a ruota rappresentavano il paradiso o il regno di Dio: la corona e le porte e le torri, per lo più occupate da profeti e apostoli o iscritte con i loro nomi, raffiguravano le mura della città della Gerusalemme celeste. Il numero di montanti, torri e candele di sostegno corrisponde nella maggior parte dei casi al numero dodici e ai suoi multipli del simbolismo numerico dell'Apocalisse di Giovanni. Questo simbolismo può essere trovato per la prima volta sui candelabri a due ruote della cattedrale di Hildesheim della chiesa di San Michele. Il modello era il grande lampadario posto sopra il Golgota della basilica del Santo Sepolcro.

## Lampadari a ruota per periodo artistico

### Lampadari a ruota bizantini
I lampadari a ruota di area bizantina furono prodotti in un periodo dal IX secolo al 1450 circa. Nel Archäologische Staatssammlung di Monaco di Baviera si conserva un lampadario del XIII-XIV secolo con un diametro di 350 cm e alto 465 cm, senza le lampade a sospensione. Il lampadario è realizzato in fusione di rame ed è composto da 1105 parti singole.
Si conservano altri esemplari medievali provenienti dalla Serbia, alcuni intatti, altri frammentari. Tra essi vi sono i lampadari del monastero di Visoki Dečani e quello del monastero di Markov vicino a Skopje, eseguiti non prima della seconda metà del XIV secolo e di commissione reale. Il lampadario di Dečani è stato restaurato nel 1397 e si trova ancora oggi nella sua collocazione originale. Il lampadario di Markov, invece, si è conservato frammentario e i pezzi rimasti sono oggi sparsi tra le collezioni archeologiche del Museo Nazionale di Belgrado, del Museo Archeologico di Istanbul e del Museo di Storia Nazionale di Sofia. Mentre l'esemplare di Monaco è composto da pezzi standardizzati, la decorazione di quello di Dečani Choros consiste in motivi floreali ornamentali realizzati singolarmente e creature fantastiche. Inoltre, il lampadario a ruota di Monaco è in rame fuso, mentre i due lampadari reali serbi sono stati realizzati in bronzo fuso. Nel lampadario del monastero di Markov sono significativi i medaglioni in bronzo con iscrizioni reali in alfabeto slavo ecclesiastico. I medaglioni recano l'iscrizione del re serbo Vukašin Mrnjavčević e lo stemma simbolo dell'aquila bizantina a due teste.

### Lampadari a ruota ottomani
Del periodo ottomano si conservano lampadari a ruota nei monasteri del monte Athos di Xeropotamou, Koutloumousiou e Dionysiou.

### Lampadari a ruota romanici
In Germania esistono ancora quattro grandi lampadari romanici a ruota. Il fatto che fossero fatti di rame dorato a fuoco, invece che d'oro puro, li ha salvati dalla fusione. La maggior parte dei profeti e delle figure di angeli in argento, così come le pietre preziose, spesso ricche, sono infatti andate quasi tutte perdute. I quattro esemplari tedeschi rappresentano ad oggi i quattro lampadari a ruota per antonomasia:
- Il lampadario Barbarossa nella cattedrale di Aquisgrana, commissionato da Federico Barbarossa;
- Il lampadario Hartwig nel monastero di Comburg vicino a Schwäbisch Hall, del XII secolo (noto come Gerusalemme Celeste, con santi e soldati nelle torri);
- Il lampadario Hezilo nella cattedrale di Hildesheim con un diametro di 6 metri, attribuito al vescovo Hezilo (1054-1079);
- Il candelabro Azelin/Thietmar della duomo di Hildesheim, attribuito al vescovo Thietmar o al suo successore Azelin (1038-1044).

### Lampadari a ruota gotici
Nella cattedrale di Sant'Alessandro a Einbeck si trova un lampadario a ruota tardo gotico con un diametro di circa 3,50 m, realizzato in ottone verniciato. L'anno 1420 è scritto sull'iscrizione sulla corona di supporto. Probabilmente fu donato da un canonico della collegiata, Degenhard Ree. La composizione potrebbe essere modellata su un esemplare non sopravvissuto nel monastero di Pöhlde. Un altro lampadario in bronzo, tardo gotico, del 1516 si trova nella cattedrale di Santo Stefano e Sisto ad Halberstadt.

### Lampadari a ruota neoromanici
In alcune chiese neoromaniche sono presenti grandi lampadari a ruota su modello dell'arredo liturgico delle chiese di cui riprendono lo stile, alcuni dei quali erano già elettrificati al momento dell'installazione, ad esempio:
- Basilica di San Godehard a Hildesheim, donato dalla regina Maria di Hannover nel 1864;
- Chiesa di Santa Cecilia ad Harsum (intorno al 1886);
- Cattedrale di Saint-Pierre-le-Jeune a Strasburgo (intorno al 1890);
- Chiesa di Betlemme ad Hannover-Linden-Nord (intorno al 1904);
- Chiesa di Santa Elisabetta a Bonn (1910 circa), elettrificato dall'origine[6].

### Lampadari a ruota contemporanei

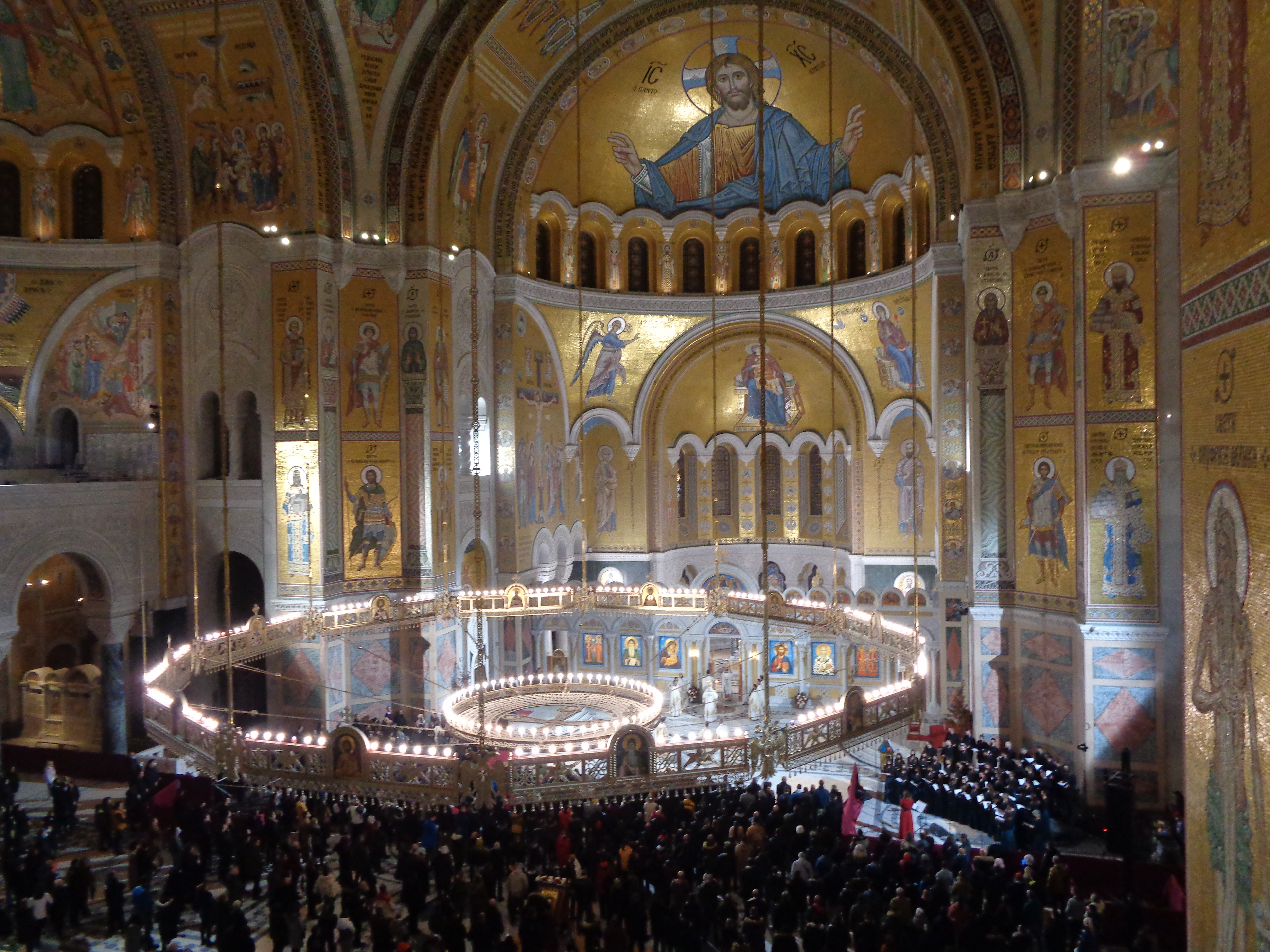
Il lampadario a ruota nel tempio di San Sava a Belgrado è stato appeso nella chiesa nel 2020. Con un diametro di 21 m, è uno dei lampadari a ruota più grandi del mondo.

Ci sono lampadari a ruota contemporanei che si legano a questa tradizione, ad esempio:
- Chiesa di Herrenhausen ad Hannover (circa 1990)
- Grande Chiesa di San Martino a Colonia (prima del 1993)
- Chiesa nel monastero di Lippoldsberg (1999)[7]

Il lampadario di rame nell'odierna chiesa di San Marco a Belgrado e quello per il tempio di San Sava sono basati sugli esemplari medievali serbi. Il lampadario della chiesa di San Marco è ancora uno dei più grandi al mondo, sebbene sia stato superato da quello appeso in San Sava a Belgrado nel 2020. Questo lampadario è in bronzo fuso, proviene da un progetto di Nikolai Muchin ed è stato creato presso l'Accademia Russa delle Arti di Mosca. Con un diametro di 20 m e un peso di 14 tonnellate, si trova a 7,5 m sopra il pavimento della chiesa ed è fissato alle pareti con dodici funi.